# Flettner-Lüfter
Der Flettner-Lüfter oder Flettner-Ventilator ist ein Rotationslüfter, der nach einem relativ einfachen Funktionsprinzip angetrieben durch (Fahrt-)Wind den Luftaustausch in Fahrzeugen, Anhängern oder Gebäuden bewirkt. Er geht auf eine Erfindung von Anton Flettner in den 1920er Jahren zurück, der auch den Flettner-Rotor erfunden hat. Es handelt sich im Wesentlichen um windgetriebene Dachventilatoren einer bestimmten Bauweise.
Diese Ventilatoren werden seit den 1930er Jahren von der britischen Firma Flettner Ventilator Ltd. in Milton Keynes hergestellt und vertrieben, die 1931 von Walter Stern gegründet wurde, nachdem er die Konstruktionen für die Flettner-Lüfter gekauft hatte. Anfänglich waren die Lüfter aus Metall gebaut, später wurde von Stahl auf Kunststoff umgestellt.

## Funktionsweise
Ein Flettner-Lüfter wird nicht elektrisch, sondern durch den Luftstrom angetrieben, der durch die Bewegung eines Fahrzeugs erzeugt wird oder direkt durch Wind, sollte das Fahrzeug stehen. Über Lamellen tauscht ein Sauglüfter die verbrauchte Luft aus dem Innenraum durch Frischluft aus. Der Sauglüfter ist dabei auf einer Spindel montiert und wird durch eine Lufthutze angetrieben, die durch den Luftstrom in Rotation versetzt wird. Die Luft strömt parallel zur Antriebsachse ein und wird dann um 90° umgelenkt, weshalb es sich beim Flettner-Ventilator um ein sog. Radial- bzw. Zentrifugalgebläse handelt.  
Da sie relativ leicht zu montieren sind, kommen Flettner-Lüfter bis heute in unterschiedlichen Anwendungen zum Einsatz. Sie werden auf Dächer von Lieferwagen, Bussen, Eisenbahnwagen, Wohnmobilen, Schiffen, Tiertransport-Anhängern oder an Gebäuden montiert.